# Mabel's Strange Predicament
Mabel's Strange Predicament (pt: A estranha aventura de Mabel / br: Carlitos no hotel) é um curta-metragem estadunidense mudo de 1914, do gênero comédia, escrito e dirigido por Henry Lehrman, e protagonizado por Charles Chaplin. O filme foi produzido por Mack Sennett para os Estúdios Keystone, que também distribuiu o filme.
O personagem "Vagabundo" (The Tramp), estrela deste filme, foi apresentado ao público pela primeira vez em Kid Auto Races at Venice, segundo filme de Chaplin. Mas, na verdade, Mabel's Strange Predicament, seu terceiro filme, foi produzido antes.
O filme foi boicotado na Suécia, pois a crítica considerou o filme "forçado" por causa das cenas amorosas 

## Sinopse
Um vagabundo bêbado entra em um hotel para telefonar, porém não tem dinheiro. Encontra uma elegante moça, se enreda na corrente de seu cão, e tropeça. A seguir, encontra com a moça no corredor de um dos andares e a tranca em seu quarto, iniciando uma correria por vários quartos. A moça, que se chama Mabel, se esconde sob a cama de um homem, mas entram a esposa ciumenta do homem e o amante de Mabel.
O argumento envolvendo o cachorro, a moça de pijamas e Carlitos reapareceria de forma diferente no segundo filme de Chaplin na Essanay, A Night Out, de 1915.

## Elenco
- Charles Chaplin como Carlitos
- Mabel Normand como Mabel
- Chester Conklin como Marido
- Alice Davenport como Esposa
- Harry McCoy como Namorado
- Hank Mann como Recepcionista
- Al St. John como Mensageiro